# Czasownik inakuzatywny
W językoznawstwie czasowniki inakuzatywne (niebiernikowe) – czasowniki nieprzechodnie, których podmiot (składniowy) nie jest semantycznym agensem (wykonawcą czynności), tzn. nie jest aktywnym inicjatorem ani nie jest bezpośrednio odpowiedzialny za czynność wyrażoną czasownikiem. Na tej podstawie czasowniki inakuzatywne odróżnia się od czasowników inergatywnych. Podmiot czasownika inakuzatywnego jest semantycznie zbliżony do dopełnienia bliższego czasownika przechodniego lub do podmiotu w stronie biernej. Do polskich czasowników inakuzatywnych zalicza się między innymi przybyć, umrzeć, upaść, spłonąć, a nie biec czy modlić się, które są inergatywne.
Termin inakuzatywny odnosi się do języków nominatywno-akuzatywnych (mianownikowo-biernikowych), gdzie dopełnienie bliższe czasownika przechodniego występuje w bierniku podkreślającym niewolicjonalną (bezwolną) rolę tego dopełnienia. Czasowniki inakuzatywne są tak nazywane, ponieważ ich niewolicjonalne głębokie dopełnienia paradoksalnie nie przyjmują formy biernika. Na przykład w następujących zdaniach elementy niebędące wykonawcami czynności występują nie w pozycji dopełnienia w bierniku, lecz jako podmiot zdania:
- Dom spłonął.
- Ubrania wyschły.

## Badanie inakuzatywności (niebiernikowości)
Badanie najważniejszych właściwości konstrukcji inakuzatywnych jest jednym z głównych przedmiotów współczesnych badań nad składnią od czasu przełomowej pracy Perlmuttera 1978 (porównaj Burzio 1986, Hale Keyser 2003). Uściślając, podejście Perlmuttera pozwoliło na odkrycie ważnej analogii między konstrukcjami w stronie biernej języka angielskiego a konstrukcjami inakuzatywnymi.

## Testy na inakuzatywność
Jak wspomniano wyżej, podział czasowników nieprzechodnich na inakuzatywne i inergatywne ma podłoże semantyczne. Czasowniki inakuzatywne zwykle wyrażają teliczne i dynamiczne zmiany stanu bądź położenia, podczas gdy czasowniki inergatywne wyrażają zwykle czynności posiadające wykonawcę (bez ruchu kierunkowego). Podczas gdy te właściwości definiują główne klasy czasowników inakuzatywnych i inergatywnych, istnieją pośrednie klasy czasowników, których przynależność trudniej jest określić, na przykład istnieć, rumienić się czy pojawić się. Wyróżnia się kilka kryteriów składniowych na rozpoznanie inakuzatywności. Jednym z najpowszechniejszych jest wybór operatorów w językach, w których występują dwa różne czasowniki posiłkowe (have = mieć / be = być) czasu przeszłego (np. niemiecki, holenderski, francuski i włoski). W tych językach czasowniki inakuzatywne łączą się z być, a inergatywne z mieć.
Francuski:
inakuzatywne: Je suis tombé. dosł. „Ja jestem upadły.” (= „Upadłem.”)
inergatywne: J'ai travaillé. dosł. „Ja mam pracowane.” (= „Pracowałem.”)
Niemiecki:
inakuzatywne: Der Hund ist gestolpert. dosł. „Pies jest potknięty.” (= “Pies potknął się.”)
inergatywne: Der Hund hat gebellt. dosł. „Pies ma szczekane.” (= „Pies zaszczekał.”)

## Inakuzatywność w języku polskim
Do rozpoznania czasowników inakuzatywnych w języku polskim używa się kilku kryteriów stosowanych powszechnie w innych językach. Na przykład wiele czasowników inakuzatywnych występuje naprzemiennie w konstrukcjach przechodnich i nieprzechodnich.
- Lód się stopił. ≈ Słońce stopiło lód.
- Okno się stłukło. ≈ Piłka stłukła okno.

Ta opcja jest niedostępna dla czasowników inergatywnych.
- Parafianie modlili się. ≈ *Ksiądz modlił parafian. (w znaczeniu sprawił, że się modlili)
- Piłkarze biegali. ≈ *Trener biegał piłkarzy.

W przeciwieństwie do czasowników inergatywnych, czasowniki inakuzatywne mają imiesłów przymiotnikowy przeszły, który może określać rzeczownik.
- inakuzatywne: stopniały śnieg, pęknięta szyba, pomarszczona sukienka
- inergatywne: *krzyczana ofiara, *mrugnięte oko, *szczeknięty pies

W języku polskim, wiele czasowników inakuzatywnych występuje w parach ekwipolentnych, w których dwie formy są ze sobą spokrewnione, ale oparte są na różnych rdzeniach.
- suszyć się – schnąć, topić się – tonąć, moczyć się – moknąć, palić się – płonąć.

W każdej z tych par, jedynie forma zwrotna może wystąpić w strukturach przechodniej i nieprzechodniej, podczas gdy forma bez zaimka zwrotnego może być użyta jedynie w strukturze nieprzechodniej.
- Dom spalił się – Wandale spalili dom.
- Dom płonął – *Wandale spłonęli dom.